# Баскакова, Светлана Петровна
Светлана Петровна Баскакова (24 декабря 1939, Вичуга — 5 февраля 2023, там же) — Герой Социалистического Труда. Ударник коммунистического труда.

## Биография
Родилась 24 декабря 1939 года в Вичуге в семье рабочего. Русская. Рано осталась без отца (он погиб на фронте в 1943 году). Окончила среднюю школу.
Трудовая биография Светланы Цаблиновой началась в 1957 году на фабрике имени Ногина в том цехе, где в годы второй пятилетки зародилось стахановское движение в текстильной промышленности, инициаторами которой были Евдокия и Мария Виноградовы. Кадровые текстильщицы встретили её тепло и приветливо. Сначала была заряжальщицей. Затем освоила профессию ткачихи. Помогли ей в этом старшие подруги по труду. Теперь Светлану Баскакову знают как передовую ткачиху, ударницу коммунистического труда. Но на достигнутом она не успокаивалась и продолжала совершенствовать своё мастерство, училась более прогрессивным методам и приёмам труда. Обслуживала Светлана 48 автоматических станков, заправленных молескином. Технически обоснованные нормы выполняла на 102 %. 99 % всей выработанной ткани сдавала первым сортом. Работала она в бригаде коммунистического труда, руководил которой помощник мастера, коммунист Александр Иванович Быстров. К открытию XV съезда комсомола бригада выработала более 2000 метров сверхпланового суровья. В этом трудовом успехе большая заслуга комсомолки Цаблиновой.
Светлана Петровна заочно окончила 2 курса Ивановского текстильного института, но вышла замуж и вернулась на фабрику. Много дел и забот было у ткачихи. После смены участвовала в рейдах, воскресниках, выпускала стенгазету. И каждое дело доводила до конца. В 1971 году без отрыва от производства окончила хлопчатобумажный техникум в Вичуге.
С 1973 года обслуживала уже 74 станка. По изучению методов труда С. П. Баскаковой на фабрике действовала областная школа профессионального мастерства. В феврале-марте 1972 года была в зарубежной командировке на Кубе. Передавала опыт местным текстильщикам.
12 мая 1977 года за выдающиеся успехи в выполнении плана на 1976 год и принятых социалистических обязательств, достижение наивысшей в отрасли производительности труда, личный вклад в увеличение выпуска высококачественных товаров народного потребления, большую творческую работу по коммунистическому воспитанию и профессиональной подготовке молодых рабочих Указом Президиума Верховного Совета СССР Светлане Петровне присвоено звание Героя Социалистического Труда. Награждена орденами Ленина, «Знак Почёта», медалями. Избиралась депутатом областного Совета. 14 сентября 1987 года ей присвоено звание «Почётный гражданин города Вичуги». Общий трудовой стаж 35 лет. В последние годы была на пенсии. Ветеран труда.
Скончалась 5 февраля 2023 года.

## Награды и звания
- Медаль «Серп и Молот» (12.05.1977)
- Ордена Ленина (12.05.1977)
- Орден «Знак Почёта»
- Ветеран труда
- Почетный гражданин города Вичуги (1987) — за большой вклад в развитие виноградовского движения в текстильной промышленности, активную общественно-политическую деятельность, за успехи по коммунистичесскому воспитанию молодежи